# Geschichte der Sprachphilosophie
Die Geschichte der Sprachphilosophie geht bis in die Antike zurück. In der Gegenwart erlebt die Sprachphilosophie spätestens seit der Begriffsschrift von Frege erneute Aufmerksamkeit. Man spricht in Zusammenhang mit dem Wiederaufleben des Interesses an sprachphilosophischen Fragestellungen auch von einer „sprachlichen Wende“ (Linguistic Turn). Die Geschichte der Sprachphilosophie hat Berührungspunkte mit der Geschichte der Sprachwissenschaft.

## Antike
Ein wichtiges frühes Zeugnis für die Beschäftigung mit der Sprache ist der platonische Dialog Kratylos, den man ungefähr auf das Jahr 360 v. Chr. datiert. Die Frage des Dialogs ist, ob die Bezeichnungen für die Dinge der Welt diesen von Natur aus (φυσει) oder durch arbiträre Setzung (θεσει) zukomme. Der Dialog endet in einer Aporie, die in die platonische Ideenlehre mündet. Platons Ideenlehre führt zum Problem der Prädikation: Wie verhalten sich die Einzeldinge zu den Universalien?
Aristoteles fährt mit den sprachphilosophischen Untersuchungen fort und entwickelt die Aussagenlogik.
Die Stoiker haben sich weiter mit aussagenlogischen Fragestellungen beschäftigt und ein Kalkül zur Aussagenlogik entwickelt. Richtungsweisend waren die Arbeiten von Chrysipp.

## Mittelalter
Im Mittelalter werden von Philosophen wie Abaelardus und Duns Scotus logische und sprachphilosophische Untersuchungen unternommen. William von Ockham entwickelt den Nominalismus (siehe Universalienstreit).

## Neuzeit
Von den Autoren Antoine Arnauld und Claude Lancelot eigentlich grammaire générale et raisonnée betitelt, spiegelt das unter dem Namen Grammatik von Port-Royal bekanntere und 1660 erschienene Werk den Niederschlag des Rationalismus (vgl. Descartes) in das Studium der Sprache wider. Auf Basis der Sprachen Griechisch, Latein und Französisch versucht die Grammatik von Port Royal, der Logik gehorchende, allgemeingültige Strukturen aller Sprachen zu entwickeln. Die Grammatik erhebt also einen universalistischen Anspruch. Wo die untersuchten natürlichen Sprachen vom logischen (regelmäßigen) Aufbau abweichen, werden sie kritisiert.
Außerdem bietet die Grammatik eine ansatzweise Unterscheidung zwischen Oberflächen- und Tiefenstruktur, die an die Unterscheidung in der Generativen Grammatik erinnern. Die Tiefenstruktur ist dabei mit den oben angesprochenen, der Logik gehorchenden allgemeingültigen sprachlichen Gesetzen zu identifizieren. Noam Chomsky selbst zitiert die Grammatik von Port Royal als Vorläufer und frühen Verwandten seiner eigenen Theorien.
Karl-Otto Apel hat in Die Idee der Sprache in der Tradition des Humanismus von Dante bis Vico (Apel 1980) vier große „Traditionsströme“ unterschieden, die zur Sprachphilosophie der Neuzeit führen:
- den Nominalismus in Anschluss an Wilhelm von Ockham – „Es ist dies die selbstverständlich gewordene Auffassung der Sprache als eines Zeichensystems, das der primär vorsprachlich 'gegebenen' (oder auch konstituierten' Welt) nachträglich zugeordnet wird.“ (Apel 1980, 19) Auch Descartes, Leibniz und Kant bleiben vom nominalistischen Zeichenbegriff abhängig.
- die „Logosmystik“ – eine Tradition, die von Meister Eckhart über Jakob Böhme und Nikolaus von Kues bis zu Johann Georg Hamann reicht
- den Sprachhumanismus, der sich von Giambattista Vico über Dante bis zur antiken Rhetorik (Cicero) zurückverfolgen lässt und
- die mathesis universalis

Diese Konstruktion bietet mindestens drei Vorteile:
- Die Sprachkonzeption des Wiener Kreises und des frühen Wittgenstein, die in anderen Darstellungen quasi aus dem Nichts auftaucht, erscheint als historisch geworden, nämlich als „Synthese der nominalistischen Sprachkritik und der Zeichenkunst der 'mathesis universalis'“
- es zeigt sich, dass die 'deutsche' Tradition der Sprachphilosophie (Hamann, Humboldt, Heidegger), die die welterschließende, nicht bloß bezeichnende Macht der Sprache und die durch die Verschiedenheit der Sprachen gegebenen verschiedenen Weltansichten betont, ihre Voraussetzungen in der Logosmystik und im Sprachhumanismus hat
- eine erkenntnistheoretisch verkürzte Sicht auf die Philosophiegeschichte, in der „Sprache“ nur als Thema unter anderen erscheint, wird überwunden. Rationalismus und Empirismus sind vom nominalistischen Zeichenbegriff abhängig.

## Zwanzigstes Jahrhundert
Mit der Entwicklung der modernen Logik durch Gottlob Frege etablierte sich die Sprachphilosophie als eigenständige Disziplin. Im Zwanzigsten Jahrhundert kam es zu einem gewaltigen Fortschritt. Einen guten Überblick bieten: Jason Stanley, Philosophy of Language in the Twentieth Century, und Tom Baldwin 2006 (s. u.).